# Piaski (gmina Zduny)
Piaski – osada w Polsce położony w województwie wielkopolskim, w powiecie krotoszyńskim, w gminie Zduny. Miejscowość wchodzi w skład sołectwa Baszków.
W okresie Wielkiego Księstwa Poznańskiego (1815-1848) miejscowość wzmiankowana jako folwark Piaski należała do wsi mniejszych w ówczesnym pruskim powiecie Krotoszyn w rejencji poznańskiej. Folwark Piaski należał do okręgu kobylińskiego tego powiatu i stanowił część majątku Baszkowo, którego właścicielem był wówczas Aleksander Mielżyński. Według spisu urzędowego z 1837 roku wieś liczyła 46 mieszkańców, którzy zamieszkiwali trzy dymy (domostwa).
W latach 1975–1998 miejscowość administracyjnie należała do województwa kaliskiego.